# Йоганн фон Розарович
Йоганн фон Розарович (нім. Johann von Rosarowitz) (1739 — 26 березня 1789) — австрійський дипломат. Австрійський консул в Херсоні (1785—1789).

## Життєпис
До призначення у Херсон був у Константинополі в якості торговця, де з відома імператора Йосифа II шпигував за прусським посланником Крістіаном Фрідріхом фон Гаффроном.
У 1785 році призначений на посаду генерального консула в Херсоні. З перших днів він присвятив себе питанням австрійської торгівлі. Брав участь у підготовці візиту імператора Йосифа II до Херсона 3 (14) травня 1787 року, де він зустрівся з Катериною II. Результатом зустрічі стала війна Росії та Австрії проти Османської імперії, яка розпочалася з оголошення війни Портою Росії 13 серпня 1787 року. Це призвело до того, що князь Потьомкін за наказом імператриці попросив іноземних консулів Австрії, Неаполя і Польщі залишити Херсон, який аж до укладення миру розглядався не як торгове місто, а фортеця.
26 березня 1789 року помер в Херсоні, його обов'язки став виконувати Аренд Торклер.